# 28th Street (linea IRT Lexington Avenue)
28th Street (IPA: [ˈtwɛnti-eɪtθ strit]) è una fermata della metropolitana di New York situata sulla linea IRT Lexington Avenue. Nel 2015 è stata utilizzata da un totale di 7 214 293 passeggeri.

## Storia
La stazione, i cui lavori di costruzione ebbero inizio nel 1900, venne aperta il 27 ottobre 1904, come parte della prima linea metropolitana sotterranea di New York, gestita all'epoca dall'Interborough Rapid Transit Company. Nel 1948 le banchine della stazione furono allungate per accomodare i nuovi treni composti da dieci carrozze.
Il 30 marzo 2005 la stazione fu inserita nel National Register of Historic Places, per la sua rilevanza nel campo dei trasporti e dell'architettura di inizio XX secolo. Inoltre, sarà una delle 30 stazioni della rete ad essere sottoposta ad importanti lavori di ristrutturazione, che comporteranno la chiusura della stazione per un tempo di circa 6 mesi, come parte del piano di investimenti del 2015-2019 della Metropolitan Transportation Authority.

## Strutture e impianti
28th Street è una fermata sotterranea con due banchine laterali e quattro binari, i due esterni per i treni locali e i due interni per quelli espressi. La stazione non ha un mezzanino e le due banchine non sono connesse tra di loro e hanno ingressi e tornelli separati. La stazione è posizionata sotto Park Avenue South e possiede un totale di otto ingressi: sette sono posti all'incrocio tra Park Avenue South e 28th Street e l'altro presso l'incrocio tra Park Avenue South e 27th Street.

## Movimento
La stazione è servita dai treni di tre linee della metropolitana di New York:
- Linea 4 Lexington Avenue Express, attiva solo di notte;[10]
- Linea 6 Lexington Avenue/Pelham Local, sempre attiva;[11]
- Linea 6 Lexington Avenue Local/Pelham Express, attiva solo nelle ore di punta.[11]